# São João Nepomuceno (Brasil)
São João Nepomuceno é um município brasileiro do estado de Minas Gerais. Fica localizado na microrregião de Juiz de Fora, por sua vez localizada na mesorregião da Zona da Mata. Sua população recenseada em 2022 era de 25 565 habitantes.

## História
São João Nepomuceno foi distrito dos municípios de Rio Pomba, de 1818 a 1841, Mar de Espanha, entre 1851 e 1868, e de Rio Novo, de 1870 a 1880. Sua emancipação definitiva ocorreu 30 de novembro de 1880, por força da Lei nº 2677.

## Geografia
O município de São João Nepomuceno está inserido na mesorregião da Zona da Mata mineira, fazendo parte da microrregião de Juiz de Fora, segundo a classificação da Fundação Instituto Brasileiro de Geografia e Estatística (IBGE). A cidade tem como coordenadas geográficas 21° 32’ de latitude sul e 43° 00’ 38" de longitude a oeste de Greenwich.
Limita-se ao norte com o município de Descoberto, ao sul com Rochedo de Minas e Maripá de Minas, a leste com uma parte da microrregião de Cataguases e a oeste com Rio Novo.
As principais vias de ligação rodoviária são a BR-267 e a MG-126. Distancia-se da capital do estado em 322 km, no rumo sudeste-noroeste.
Atualmente, São João Nepomuceno tem cinco distritos, são eles: a sede; o de Carlos Alves – com as comunidades de Machado e Vargem Grande; Ituí – com as comunidades de Araci e Braúna; Taruaçu – com as comunidades de Cruzeiro e Cafés; e Roça Grande.
A cidade tem 29 bairros: Alto dos Pinheiros, São Sebastião, Caxangá, Santa Terezinha, Centenário, Centro, Três Marias, Santo Antônio, São Cristóvão, São José, Lourdes, Dona Isabel, Matriz, Matadouro, Vila Carlos Soares, Santa Rita, Cidade Nova, Bosque dos Eucaliptos, Vivendas do Barão, Caminho Real, Novo Horizonte, Stiebler, Shangrilá, Bosque dos Ypês, Dom Bosco, Bela Vista I, Bela Vista II, Dona Lalá e Vila Régia.

### Estrutura e Relevo
O Município de São João Nepomuceno assenta-se em quatro unidades geológicas, Complexo Juiz de Fora (unidade enderbítica), com 93,7% da área, seguida pela Suíte Quirino (Granito, Quartzo diorito, Granodiorito) 6,3%, Complexo Paraíba do Sul (Xisto, Charnockito, Metacalcário dolomito, Metacalcário Calcítico, Metacalcário, Gnaisse, Kinzigito, Rocha calcissilicática, Mármore, Metagrauvaca) 0,01% e Granitóides tipo S, sinorogênicos do Terreno Embu (Granito, Monzogranito, Tonalito ) 0,06%.
Essa distinção estrutural é a principal responsável pela heterogeneidade do relevo no município, onde é possível encontrar:
- Relevos montanhosos: unidades integrantes da Serra da Mantiqueira, como a Serra dos Núcleos, Serra do Bananal (Morro da Torre), Serra da Pedra Bonita (Carlos Alves), Serra de Roça Grande, Serra de Taru, Serra dos Xavier, entre outras formações tectônicas de origem orogênica, caracterizadas por possuírem rochas expostas, solos rasos, terreno acidentado e as cotas altimétricas mais altas do município (entre 650 a 950m);
- Depressão do Rio Paraíba do Sul, predominando nesta unidade formas de relevo em colinas côncavo-convexas, amplas planícies aluviais e alinhamentos de cristas isoladas encontradas em dois níveis de antigas superfícies de aplainamentos.[10] (uma pequena porção, no vale do Rio Novo (Barra, Araci, Ituí, Cruzeiro e Braúna)[11];
- Planaltos Dissecados do Centro-Leste de Minas (de origem epirogênica e erosiva), como a porção onde se localiza a maior parte da área urbana do município, bem como as porções de terra em direção à Descoberto e a Rochedo, os Distritos de Carlos Alves e Roça Grande e a Comunidade de Machados, caracterizados pelo aspecto de "Mares de Morro", estruturados em:
  - Morros: Elevações arrendondadas em formato de "meia laranja" com topos planos e encostas ingrimes (Bairros Santo Antônio, Santa Rita, Santa Therezinha, Alto dos Pinheiros, Bela Vista, São José, Novo Horizonte, Três Marias, entre outros);
  - Terraços fluviais, planos e fora da área de atuação das enchentes dos cursos d'água (Avenida Carlos Alves, Bairro Chácara dos Palmares, Distrito de Roça Grande, Grande parte do Centro entre outras localidades);
  - Anfiteatros, Ravinas e Leques coluviais, formados pelos processos de erosão e sedimentação das elevações ao redor (Beco das Flores, Bairro Shangrilá, parte do Bairro Caxangá [subida para os Três Marias], Campo do Santa Cruz [entre o Bairro Novo Horizonte e os bairros Bela Vista I e II] );
  - Leitos maiores, sujeitos a inundação no período chuvoso (Distrito Industrial, Vivendas do Barão, "Perkezinho", anel rodoviário [trecho próximo ao Bairro Três Marias/CAIC], Campo do Mangueira, Rua Elza Sporch, entre outros lugares)
  - Leitos menores (onde correm os cursos d'água)

### Clima
Município de São João Nepomuceno possui como clima o tropical de altitude. Segundo a classificação climática de Köppen-Geiger, esse domínio tropical apresenta características térmicas e de precipitação impostas pela altitude e entradas de ventos marinhos. O município apresenta temperatura média de 22,3º C, máxima anual de 27,9º C e a mínima de 15,3º C e índice médio pluviométrico anual de 1.581 mm.
Os principais cursos d'agua que cortam o Município de São João Nepomuceno, são: Rio Novo, Ribeirão Carlos Alves, Ribeirão Bom Jardim, Córrego Machadinho, Córrego Santana, Ribeirão Carlos Alves, Ribeirão dos Henriques, Ribeirão Roça Grande, Córrego Rico, Ribeirão do Tambor, Córrego Santo Antônio e Ribeirão Jatobá, Integrantes da bacia do Paraíba do Sul.

## Feriados municipais
16 de maio: dia do santo padroeiro, em torno de cuja capela a cidade começou a ser edificada.
20 de novembro: dia da Consciência Negra.

## Economia
Encontram-se em São João Nepomuceno diversos estabelecimentos bancários (Banco do Brasil, Caixa Econômica Federal, Credimata, Unicred, Coopemata). A atividade econômica de maior destaque no município é a indústria do vestuário, intensificada a partir das décadas de 1970 e 1980, na esteira da decadência da antiga Fábrica de Tecidos Santa Marta, que funcionava na cidade desde 1895 e que chegara a possuir várias centenas de empregados. Hoje em dia, a cidade conta com dezenas de empresas do ramo do vestuário, porém de porte menor e muitas de caráter familiar, entre confecções próprias e facções vinculadas a outras marcas, regionais ou nacionais. Próximo ao enorme prédio da Fábrica Santa Marta, na Avenida Carlos Alves, onde anteriormente corria o leito da extinta ferrovia que atravessava a cidade (a Linha de Caratinga da Estrada de Ferro Leopoldina), foi construído o Center Modas, que reúne lojas de dezenas dessas empresas, e que costuma receber a visita de compradores, não apenas locais, mas também de vários outros lugares.[carece de fontes?]

## Principais eventos culturais
Fevereiro ou março: Carnaval. São João Nepomuceno é bastante conhecida pelos seus festejos de Momo. Antigamente, o carnaval de clubes era muito concorrido, sendo que havia duas grandes associações rivais, o Democráticos e o Trombeteiros, que eram muito frequentadas pelas elites locais, e que até hoje possuem belas sedes sociais no centro da cidade, além de sedes esportivas nos arredores de São João. Outra agremiação de destaque é o Operário Futebol Clube, que também possui uma sede social no centro da cidade. São João Nepomuceno possui três escolas de samba: Avenida Carlos Alves ou ESACA (de cores verde e rosa), Esplendor do Morro (verde, vermelho e branco) e Unidos do Caxangá (vermelho e branco). Além disso, o carnaval também conta com o desfile de vários blocos caricatos, sendo que dois de particular destaque são o Bloco do Barril (que desfila na segunda-feira de carnaval, atraindo milhares de foliões) e o Bloco da Girafa.
Março ou abril: Semana santa. Além das procissões católicas tradicionais, na sexta-feira da paixão ocorre uma tradicional encenação da paixão de Cristo pela Companhia de Teatro Novos Horizontes, que costuma contar com a participação de centenas de atores, entre principais e figurantes.
Maio (semana do dia 16): Semana do município e Exposição Agro-Pecuária. No dia 16, feriado municipal, ocorre um desfile cívico-militar. Ao longo da semana, a Exposição conta com diversas atrações, inclusive shows de artistas locais e outros especialmente convidados, ocasionalmente de renome nacional.
Junho: Festival de teatro conhecido como Nepopó Festival, que conta com vários grupos - muitos de fora da cidade - e inclui diversos tipos de manifestações teatrais, como comédia, drama, teatro de rua e de bar.

## Atrações
Além do carnaval, há opções de turismo rural, onde fazendas, florestas, represas e principalmente cachoeiras, enchem os olhos dos visitantes. Na zona rural, a cidade conta com belas cachoeiras, sendo as mais famosas a de Ituí, a Cachoeira da Fumaça e a do Evaristo. Outra boa  opção são as caminhadas pelos morros que circundam a cidade, que proporcionam uma bela vista do panorama ao redor. Os principais pontos altos da cidade são o Morro da Torre (5 km do centro), a Serra dos Núcleos (9 km do centro) e a Pedra do Relógio (no município vizinho de Descoberto - RPPN, ou Reserva Nacional do Patrimônio Particular).
Muito próximo ao distrito de Carlos Alves, ergue-se também o Castelo Monalisa, construído pelo empresário (e, posteriormente, Deputado Federal) Edmar Moreira. O castelo teve sua construção iniciada na década de 1980, e compõe-se de um vasto e imponente conjunto de construções, como um torreão central de 9 andares, salões, dezenas de suítes, cozinha industrial, adega para dezenas de milhares de garrafas, um complexo sistema de piscinas, etc. Entretanto, não foi completamente terminado e, sendo uma propriedade particular, não se encontra aberto ao público, muito embora sua fachada possa ser contemplada de uma estrada de terra municipal que corta os seus arredores.
Na zona urbana, algumas vistas atraentes são as belas e antigas igrejas e capelas, além de imponentes prédios, como o da Escola Municipal Cel. José Brás, as antigas Instalações da Fábrica de Tecidos Santa Marta, a antiga estação ferroviária (onde hoje funciona uma biblioteca, uma lanchonete e a rodoviária municipal), entre outros.